# Ibadismo

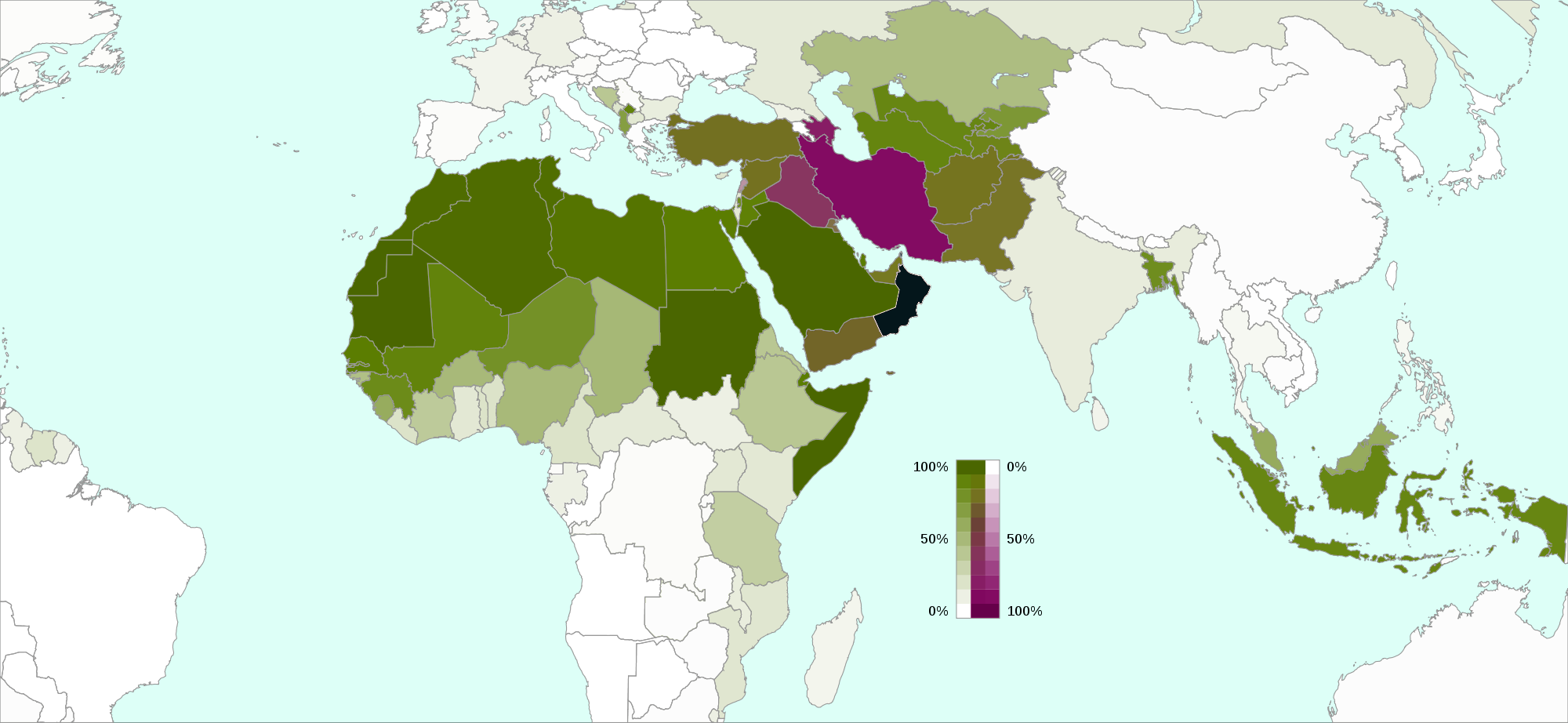
Países com mais de 10% de população muçulmana
Verde: zonas sunitas, Roxo: zonas xiitas, Preto: Ibaditas (Omã)

O ibadismo ou movimento ibadita (ou, alternativamente, abadismo ou movimento abadita) é uma variante do Islão distinta do sunismo e do xiismo. Esta vertente é a forma predominante do islamismo no Omã e no território de Zanzibar, existindo comunidades de fiéis também na Argélia, na Tunísia, na Líbia e na África Oriental como um todo.
Acredita-se que a corrente ibadita seja uma das mais antigas escolas islâmicas, tendo sido fundada supostamente menos de 50 anos após a morte de Maomé. Alguns historiadores defendem que esta denominação se desenvolveu a partir da seita dos carijitas, surgida no século VII da Era Cristã, entretanto os ibaditas negam quaisquer relações com os carijitas.